# Episodi di Fire Force

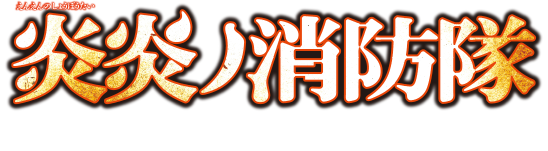
Logo originale della serie

Questa è la lista degli episodi dell'anime Fire Force, adattamento dell'omonimo manga di Atsushi Ōkubo.
Un adattamento anime ad opera dello studio David Production è stato annunciato il 14 novembre 2018. La serie viene diretta da Yuki Yase con la sceneggiatura di Yamato Haishima, il character design di Hideyuki Morioka e la colonna sonora ad opera di Kenichiro Suehiro. La versione animata è stata trasmessa in Giappone dal 5 luglio al 27 dicembre 2019 su Japan News Network nelle stazioni televisive MBS e TBS nel contenitore Animeism. Il terzo episodio è stato posticipato a causa di un incendio avvenuto il 18 luglio 2019 presso lo studio Kyoto Animation ed è stato trasmesso il 26 luglio 2019. Quest'ultimo presenta delle modifiche a livello video dove sono state alterate le scene con le fiamme e parte della narrazione. Le sigle di apertura sono rispettivamente Inferno cantata da Mrs. GREEN APPLE (ep. 1-14) e Mayday interpretata dai Coldrain feat. Ryo (ep. 15-24) mentre in chiusura sono state adoperate Veil di Keina Suda (ep. 1-14) e Nounai dei Lenny Code Fiction (ep. 15-24). In Italia i diritti della serie sono stati acquistati da Yamato Video che l'ha pubblicata sul proprio canale YouTube in versione sottotitolata.
Una seconda stagione è stata annunciata a fine dicembre 2019 ed è andata in onda dal 3 luglio all'11 dicembre 2020 su MBS e TBS. Le sigle di apertura sono SPARK-AGAIN di Aimer (ep. 25-37) e Torch of Liberty dei KANA-BOON (ep. 38-48) mentre quelle di chiusura ID dei Cidergirl (ep. 25-37) e Desire dei PELICAN FANCLUB (ep. 38-48). Come per la precedente, in Italia i diritti della seconda stagione sono stati acquistati nuovamente da Yamato Video che l'ha pubblicata sul proprio canale YouTube in versione sottotitolata. Dall'8 settembre al 15 dicembre 2021 le prime due stagioni sono state trasmesse in italiano in prima visione su Italia 2, mentre il 23 giugno 2022 è stato pubblicato anche in DVD e Blu-ray.
Una terza stagione è stata annunciata nel maggio 2022 ed è divisa in due parti: la prima va in onda dal 4 aprile 2025 mentre la seconda è prevista per gennaio 2026. Sei Tsuguta sostituisce Tatsuma Minamikawa nella composizione della serie, mentre quest'ultimo torna come direttore della serie. La sigla di apertura della prima parte è Tsuyobi (強火?) dei Queen Bee, mentre la sigla di chiusura è Urusiren (ウルサイレン?) di Umeda Cypher.

## Lista episodi

### Stagione 1
| Nº serie | Nº | Titolo italiano Giapponese 「Kanji」 - Rōmaji | In onda           | In onda           |
| Nº serie | Nº | Titolo italiano Giapponese 「Kanji」 - Rōmaji | Giapponese        | Italiano          |
| 1        | 1  | Shinra Kusakabe si arruola 「森羅 日下部、入隊」 - Shinra Kusakabe, nyūtai | 5 luglio 2019     | 8 settembre 2021  |
| 1        | 1  | In una stazione ferroviaria, un passeggero brucia spontaneamente in un vagone. La Fire Force dell'8 brigata, un corpo dei vigili del fuoco specializzato composto da membri con capacità pirocinetiche, è chiamato ad assistere. Lo scopo delle brigate è quello di "far riposare" gli incediati, bestie infuocate che si materializzano dai corpi umani. Come in una cerimonia religiosa, la compagnia prega per l'anima dell'incediato nel treno mentre lo combattono, prima di distruggerlo con i loro poteri, concludendo la preghiera. Shinra Kusakabe, un giovane soprannominato "Demonio" a causa del suo potere di incendiare i suoi piedi a volontà, assiste all'incidente e salva Iris, uno dei vigili del fuoco, dalla caduta di detriti con la sua velocità. Spiega loro che è la nuova recluta della 8 Brigata. Shinra viene rapidamente inviato nella sua prima missione per salvare la moglie di un proprietario di fabbrica che si è trasformata in un incediato. Nel bel mezzo dell'emergenza, ricorda un incidente della sua giovinezza, in cui è stato accusato di aver causato l'incendio che ha distrutto la sua casa, uccidendo la sua famiglia, facendolo temere e trascurare, oltre a lasciarlo con il desiderio di diventare un eroe e salvare le persone. Shinra distrugge con successo l'incediato, mentre lui e gli altri membri della brigata onorano la sua memoria. All'esterno, viene accolto dal marito della donna, che lo ringrazia in lacrime per aver posto fine alle sofferenze della moglie. |                   |                   |
| 2        | 2  | Il cuore di un pompiere 「消防官の心」 - Shōbōkan no kokoro | 12 luglio 2019    | 8 settembre 2021  |
| 2        | 2  | A Shinra viene raccontato dei prossimi Rookie Fire Soldier Games e di come lui e la nuova recluta, Arthur Boyle, rappresenteranno l'8 Brigata. Shinra spiega che conosce Arthur dall'Accademia, ed è fortemente infastidito dalla sua tendenza a considerarsi un cavaliere, e a comportarsi come tale. Il tenente Hinawa ordina a Maki di mettere alla prova le loro abilità prima della partita. Sconfigge facilmente con la sua forza e le sue capacità di inibizione del fuoco, poiché pirocinetica di terza generazione. Improvvisamente, la brigata riceve una chiamata di emergenza di un incendiato in una casa unifamiliare nel distretto di Iriya. Quando arrivano, Arthur e Shinra estraggono le loro armi in pubblico contro gli ordini del Capitano, un atto che secondo lui può angosciare le persone, che vedono la Fire Force come i salvatori delle anime delle persone consumate dalle fiamme. Tuttavia, contrariamente al precedente incendiato che hanno combattuto, questo si siede tranquillamente sul suo tavolo, sopportando innocuamente il suo dolore. Il capitano Obi scopre una foto di famiglia nella stanza e tutti capiscono che l'incendiato sta mantenendo la calma per evitare di fare del male a sua figlia. Pertanto, Shinra e la Brigata pregano tristemente per l'incendiato, mentre Arthur pone fine alla sua miseria in un istante con la sua spada al plasma. Obi, percependo il senso di colpa di Shinra, spiega che queste situazioni sono la vita quotidiana di un membro della Fire Force. All'esterno, il Capitano consola Mikako, la figlia dell'uomo incendiato, facendo sì che Arthur e Shinra imparino di più sulle responsabilità di essere nella Fire Force. |                   |                   |
| 3        | 3  | I giochi delle reclute pompiere 「消防官新人大会」 - Shōbōkan shinjin taikai | 26 luglio 2019    | 8 settembre 2021  |
| 3        | 3  | Ai giochi Rookie Fire Soldier, Shinra riconosce Leonard Burns, il capitano della 1a brigata, come il vigile del fuoco che gli ha tenuto la mano sui resti della sua casa 12 anni fa. Tuttavia, Burns nega di ricordare l'incendio e dice a Shinra di unirsi alle altre reclute, facendolo diventare immediatamente sospettoso. I giochi prevedono l'ingresso in un edificio con trappole esplosive e il raggiungimento di un membro dell'equipaggio che si finge un incendiato. Shinra usa la sua abilità per volare in cima, dove incontra un uomo misterioso che ha reso inabile il membro dell'equipaggio. Mentre Shinra inizialmente crede che sia parte della sfida, l'uomo promette di rivelare informazioni sull'incendio di dodici anni fa. Combatte contro Shinra, rilasciando cenere da una fiala che provoca una serie di mini-esplosioni per sconfiggerlo, poi rivela che il fratello minore di Shinra, Sho, è ancora vivo e chiede a Shinra di unirsi a lui. Quando Arthur e Tamaki, un membro della 1a brigata, arrivano, l'uomo si fa chiamare Joker e fa un'ultima offerta a Shinra per unirsi a lui e scoprire la verità sulla Fire Force. Più tardi, Shinra chiede al suo capitano della Fire Force, e Obi risponde che la Fire Force non potrebbe operare senza Hajima, una grande azienda che fornisce le loro attrezzature. Spiega che le diverse brigate dei vigili del fuoco operano in modo indipendente e non condividono le informazioni che trovano, e la 8 brigata è stata formata per indagare sulle brigate da 1 a 7. |                   |                   |
| 4        | 4  | L'eroe e la principessa 「ヒーローと姫」 - Hīrō to hime | 2 agosto 2019     | 8 settembre 2021  |
| 4        | 4  | Alla 8 brigata, un'analisi delle ceneri esplosive di Joker rivela che si tratta di Ceneri incendiate, ricavate dai resti di incendiati morti. Maki manda Shinra e Arthur a salvare un cane su un albero, e scoprono che è una delle loro mascotte, Mamoru, che è stata "urtata" dai giovani locali. Dice che da quando il vigile del fuoco Setsuo Miyamoto ha ucciso quattro persone in una baldoria, i vigili del fuoco hanno guadagnato l'animosità dei cittadini. Più tardi quel giorno, dopo che Miyamoto viene dichiarato non colpevole nel suo caso giudiziario, prende fuoco e diventa un incendiato, prendendo in ostaggio il suo avvocato. Va su tutte le furie e l'8 brigata viene chiamata in azione. Shinra e Arthur si precipitano avanti e arrivano per primi al tribunale. Si confrontano con Miyamoto e scoprono che l'incendiato è consapevole di sé e intriga, invece della solita situazione di impazzire senza pensare. Quando fugge, Shinra viene mandato all'inseguimento. Nel frattempo, il capitano Hibana e la 5 brigata hanno osservato gli eventi e decidono di catturare l'incendiato per i loro scopi, poiché desiderano studiare il suo comportamento insolito. Arriva l'8 brigata, ma questo si traduce in una tesa situazione di stallo sulla giurisdizione con la 5 brigata. Hibana promette di condividere i risultati della loro ricerca sull'incendiato, e il capitano Obi permette con riluttanza a Hibana di andarsene con lui, anche se non si fida delle loro motivazioni. |                   |                   |
| 5        | 5  | Scoppia la battaglia 「開戦」 - Kaisen | 9 agosto 2019     | 8 settembre 2021  |
| 5        | 5  | Shinra trova Iris che prega nella cappella e, percependo il suo dolore, le chiede se sta bene. Tuttavia, nega che qualcosa la turbi. Durante l'addestramento, Akitaru avverte le reclute dei casi di seconda generazione che non possono appiccare incendi ma possono controllarli, il che li rende anche avversari formidabili, soprattutto perché propone che l'8 brigata userà la forza per ottenere informazioni sugli incendiati dal capitano Hibana e dalla 5 brigata. Nel frattempo, Iris fa visita a Hibana per ridurre le tensioni tra le brigate, ma Hibana progetta di usarla come esca per attirare l'8 brigata. Shinra arriva e lancia una sfida per salvare Iris, seguita poco dopo da Hinawa, Maki e Arthur. Sottomettono la maggior parte della 5 brigata, ma poi affrontano l'altamente esplosiva Backdraft Bubblish Gum di Toru Kishiri. Hinawa lo colpisce con più proiettili rimbalzanti, mentre Akitaru e Maki si confrontano con gli Angels Three, un trio di combattenti femminili quasi identiche. Arthur affronta Conehead accompagnato dall'incendiato, che è stato potenziato chimicamente. Mentre inizialmente sopraffatto, Arthur si rende conto che stava combattendo con la sua spada, Excalibur, sulla mano sinistra, e dopo aver cambiato mano, distrugge immediatamente l'incendiato, con grande sgomento di Conehead. L'8 brigata prende lentamente il sopravvento mentre Shinra entra e si prepara a salvare Iris da Hibana. |                   |                   |
| 6        | 6  | I fiori di fuoco della promessa 「約束の火華」 - Yakusoku no hibana | 16 agosto 2019    | 15 settembre 2021 |
| 6        | 6  | Hibana ricorda a Iris il tempo in cui erano in orfanotrofio. Era una suora insieme a Iris e deliziava le altre suore con la sua capacità di creare fiori di fuoco. Dopo essere stata rimproverata, ha promesso a Iris di mostrarle i fiori in un altro momento. Tuttavia, dopo essere entrati nel convento, hanno assistito a tutte le loro consorelle essere brutalmente incendializate, facendo perdere a Hibana la sua sanità mentale e non vedendo più la bellezza nelle fiamme. Tornando al presente, Shinra la attacca, ma Hibana usa il suo potere di sincope termica per abbassare la sua pressione sanguigna, rendendolo inabile. Con la sola forza di volontà Shinra resiste, ma è ancora stordito e non può competere con le abilità di Hibana, e lei crea un sakura fiammeggiante i cui petali che cadono bruciano e lo inghiottono nelle fiamme. Shinra resiste ancora, sconcertando Hibana, che lo schernisce dicendo che non sarà mai un eroe. Tuttavia, Shinra ottiene la forza necessaria per schivare i suoi attacchi e sferrare un potente calcio sulla sua testa, mettendola fuori combattimento. Sdraiata sul pavimento, la mente di Hibana torna al suo tempo all'orfanotrofio e a come alla fine ha collaborato con le Hajima Industries per diventare un capitano e permetterle di portare avanti i suoi esperimenti. Hibana riprende conoscenza e Shinra le dice che può essere il suo eroe, facendola immediatamente innamorare di lui. Lei rifiuta, ma dice che non si opporrà più a lui. Mantiene anche la sua promessa a Iris di creare fiori dalle fiamme e crea una serie di iris colorati. |                   |                   |
| 7        | 7  | Inizia l'indagine sulla 1ª brigata 「第1調査開始」 - Dai ichi chōsa kaishi | 23 agosto 2019    | 15 settembre 2021 |
| 7        | 7  | Il capitano Leonard Burns della 1 brigata raduna i suoi tenenti sacerdoti Huo Yan Li, Hoshimiya Rekka e Flam Karim nella Grande Cattedrale del Fuoco Speciale 1, sospettando che il capitano Akitaru stia facendo la sua mossa. Nel frattempo, dopo il cosiddetto esercizio congiunto con le brigate 5 e 8, i membri della brigate tengono un barbecue congiunto. Hibana nutre Shinra, mentre fa ammettere apertamente ai suoi compagni membri della Compagnia la loro sconfitta e accettano la supremazia della 8 brigata. Più tardi, mentre parla con Akitaru, Hibana rivela che essere stata sconfitta da Shinra le ha fatto capire i suoi errori e ritrovare il suo senso di eroismo, e lo rassicura che l'8 brigata può contare sul supporto della 5 brigata. Conferma quindi che qualcuno sta creando incendiati intorno al Distretto di Shinjuku, che ricade sotto la giurisdizione della 1 brigata, e accettano di collaborare per indagare su di loro. Akitaru utilizza il sistema di riassegnazione dell'addestramento delle reclute per incorporare Shinra e Arthur con Maki Oze e Takeru Noto della 2 brigata nella 1 brigata. Quando arrivano, Shinra chiede un incontro di sparring a cui Burns è d'accordo. Takeru compete per la prima volta contro Rekka e, durante l'incontro, Karim spegne le palle di fuoco vaganti con la sua capacità di creare ghiaccio dal suono. I tenenti Li e Karim si ritirano dalla contesa e Burns affronta Shinra e Arthur in persona. Burns sconfigge facilmente Arthur e devia gli attacchi più forti di Shinra, e dopo la loro sconfitta vengono affidati alle cure del tenente Karim. Prima di andarsene, Burns dice a Shinra che ha ancora molta strada da fare per diventare un eroe. |                   |                   |
| 8        | 8  | Gli insetti incendiari 「焔の蟲」 - Homura no mushi | 30 agosto 2019    | 15 settembre 2021 |
| 8        | 8  | Akitaru esamina la ricerca di Hibana, che indica che un qualche tipo di insetto è ciò che viene utilizzato per toccare il nucleo umano e creare gli incendiati. Alla 1 brigata, la vita sembra normale, ma gli incendiati vengono scoperti e la brigata viene mobilitata. A Shinra e Arthur viene ordinato di farsi da parte, tuttavia, vedono qualcuno usare un insetto per trasformare un umano in un incendiato e li inseguono, solo per incontrare Karim e Rekka nell'ombra. Shinra e Arthur perquisiscono la stanza di Karim e trovano un insetto in una fiala di vetro, ma Karim afferma di averlo lasciato lì apposta per trovare il colpevole. In quanto tali, individuano le prove su Rekka. Nel frattempo, Rekka convince Tamaki a radunare alcuni bambini, promettendo di proteggerli dal diventare incendiati. Con il pretesto di abbracciare Tamaki, la rende incosciente e trasforma il custode dei bambini in un incendiato con un insetto, prima di ucciderlo quando non è "compatibile". Tamaki si sveglia e rifiuta in lacrime le azioni di Rekka, affermando che lo ammirava. Tuttavia, Rekka spiega che sta creando incendiati sotto gli ordini dell'Evangelista, che cerca di trovare qualcuno che sia la "luce pilota". Infetta un bambino che prende fuoco, ma il ragazzo riesce a spegnere le fiamme da solo e Rekka capisce che è compatibile. Tamaki cerca di intervenire, ma Rekka la picchia severamente. Tuttavia, riesce a inviare un segnale di fuoco e, prima che Rekka possa ucciderla, Shinra irrompe dall'alto e sferra un violento calpestamento sul viso di Rekka. |                   |                   |
| 9        | 9  | Malvagità dilagante 「燃え拡がる悪意」 - Moehirogaru akui | 6 settembre 2019  | 15 settembre 2021 |
| 9        | 9  | Shinra chiede a Tamaki se sta bene, spingendola a scoppiare in lacrime. Tuttavia, Rekka è sopravvissuto al colpo e si rialza per affrontare Shinra, mentre Tamaki protegge i bambini. Usano tutte le loro abilità di pirocinesi, ma combattono fino a un punto morto. Shinra usa la sua mobilità extra per attaccare di nuovo Rekka mentre Tamaki tiene i bambini lontani dai pericoli, facendosi incenerire i vestiti nel processo. Shinra quasi esaurisce l'ossigeno nel suo corpo, ma lascia Rekka gravemente ferito. Rekka ammette di essere alla ricerca di bambini che hanno abilità di pirocinesi latenti, creando molti incendiati nel processo e suscitando i sospetti di Shinra sul rapimento di suo fratello. Rekka dice di lavorare per l'Evangelista, la cui missione è quella di inghiottire la Terra nelle "fiamme della salvezza", portando alla creazione di un secondo sole, da qui la necessità della "fiamma pilota". Rekka inizia a creare un incendiato con le sue braccia infuocate, ma le sue fiamme vengono spente da Karim, che arriva e lo sigilla nel ghiaccio. Mentre è rinchiuso, Rekka viene colpito e ucciso da lontano da due figure dal mantello bianco, che riescono a metterlo a tacere. Gli assassini sparano quindi a Karim e Huo Yan Li, e Li perde parte del suo braccio per proteggerlo. Shinra crea una cortina fumogena e, con i loro bersagli oscurati, le figure occultate si ritirano. Karim si offre quindi di lavorare con l'8 brigata per trovare il misterioso Evangelista. Dopo essere stato sospesa dalla 1 brigata, Tamaki viene trasferita al'8 del Capitano Akitaru. |                   |                   |
| 10       | 10 | Promessa 「約束」 - Yakusoku | 13 settembre 2019 | 15 settembre 2021 |
| 10       | 10 | I capitani delle brigate vengono convocati nella Sala del Trono Imperiale per una conferenza d'emergenza per discutere dell'Evangelista, e lungo la strada passano davanti ad Amaterasu, la centrale termica perpetua, che fornisce energia a tutto l'Impero di Tokyo. Raffles III, l'imperatore imperiale di Tokyo, spiega a Shinra di essere un portatore dell'"Adollo Burst", un tipo di fiamma diversa e pura. Come tale, egli è un bersaglio di interesse per l'Evangelista, e gli consiglia di rimanere protetto. Tuttavia, Shinra spiega che non può lasciare i suoi doveri di vigile del fuoco, poiché gli è stato affidato il compito di proteggere e salvare le persone. Più tardi, Shinra visita Amaterasu e incontra il Joker, che rivela che il fratello minore di Shinra, Sho Kusakabe, sta lavorando per l'Evangelista come leader dei Cavalieri della Fiamma Cinerea. Tornato alla 8 brigata, Akitaru fa in modo che tutti i vigili del fuoco esaminino i rapporti degli incidenti, al fine di trovare indizi che possano aiutare a trovare l'Evangelista. Mentre Tamaki, Shinra e Arthur scherzano e Hibana delizia Maki e Iris con le sue fiamme, Hinawa e Akitaru ammettono che le loro vite sono diventate più vivaci con i nuovi arrivi nella brigata. Mentre cenano, Shinra racconta di Sho agli altri membri della 8. Nel frattempo, un'intera setta di membri dei Cavalieri della Fiamma Cinerea canta per gli ordini dell'Evangelista, mentre Sho siede come loro leader. |                   |                   |
| 11       | 11 | La formazione dell'8ª brigata della Fire Force 「第8特殊消防隊結成」 - Dai hachi tokushu shōbōtai kessei | 20 settembre 2019 | 22 settembre 2021 |
| 11       | 11 | Quando gli viene chiesto della formazione della 8 brigata, Hinawa ne rivela l'origine. 3 anni prima, Hinawa è una recluta dell'Accademia, dove il suo unico amico è il gentile Tojo, che esprime il suo desiderio di battezzare la sua pistola. Tuttavia, Hinawa gli spiega che non credeva ferventemente in Dio come fanno gli altri. Una notte, mentre si trova nella loro stanza, Tōjō si incendializa davanti agli occhi di Hinawa, ma anche con Tōjō che lo supplica di sparargli, Hinawa non è in grado di farlo. Dopo la morte di Tojo, Akitaru chiede al maestro armaiolo di possedere la pistola di Tojo. Sulla scena di un incendio qualche tempo dopo, incontra Akitaru, che è un membro dei vigili del fuoco regolari. Sono entrambi costernati quando il capitano della 3 brigata e i suoi uomini si rifiutano di distruggere uno dei due incendiati segnalati, poiché l'altro dà più "punti", non mostrando alcun vero rispetto per la vita degli innocenti. Così, entrano in casa e Hinawa spara rispettosamente all'incendiato con la pistola di Tojo. Pertanto, accettano di creare una brigata speciale di vigili del fuoco. 2 anni dopo, con l'apertura del loro nuovo quartier generale, Akitaru dice a Hinawa che dovrebbero iniziare a reclutare membri, così Hinawa raccomanda la laboriosa Maki, che era una compagna di recluta all'Accademia. Nel distretto di Akakusa, la 7 brigata opera nella vivace comunità. Il comandante Shinmon Benimaru riceve la notizia dal suo capitano Sagamiya Konro che l'8 sta arrivando, ma lui lo ignora. Tuttavia, l'8 brigata arriva al quartier generale della 7, facendo arrabbiare Benimaru. Si offende e insulta Shinra, così Shinra lo sfida a duello, tuttavia vengono interrotti da un allarme antincendio. Un uomo del posto di nome Kantaro è diventato un incendiato. Benimaru, considerato un eroe dalla popolazione locale e il più potente pompiere locale (火消し, hikeshi), lo assale con una raffica di matoi infuocati, che sono efficaci, ma immensamente distruttivi. Shinra è costernato quando nota che la gente del distretto esultante anche per la distruzione delle loro case, così un'anziana signora gli dice che Benimaru è il loro eroe e a loro non importa morire se è per mano sua. Benimaru alla fine uccide Kantaro infilando la sua mano nel suo corpo, impressionando Shinra. |                   |                   |
| 12       | 12 | La vigilia della battaglia di Asakusa 「浅草開戦前夜」 - Asakusa kaisen zenya | 11 ottobre 2019   | 22 settembre 2021 |
| 12       | 12 | La 7 brigata, sotto la guida di Benimaru, guidò la ricostruzione del quartiere, con l'aiuto della popolazione locale. Tuttavia, l'8 dà una mano, aiutando a migliorare il rapporto tra le brigate. Vedendo i suoi compagni e i membri della 8 andare d'accordo, Benimaru, che normalmente è riluttante a fidarsi degli altri, dice a Konro che non gli dispiacciono. Tuttavia, quella notte, Benimaru assiste a due Cavalieri travestiti da Akitaru e Hinawa che complottano per creare altri incendiati, e cade nel loro piano di mettere Benimaru contro l'8. Benimaru affronta furiosamente i veri Akitaru e Hinawa, che negano le accuse, e li attacca violentemente. Mentre Benimaru mette facilmente fuori combattimento Shinra e gli altri membri della 8, l'impotente Akitaru riesce a usare i suoi strumenti per avvicinarsi e sferrare un colpo a Benimaru, stordendolo. Mentre Akitaru continua a cercare di ragionare con lui, Benimaru si prepara a scatenare il suo attacco più potente, la Ruota del Sole, ma Konro rischia la vita fermandolo nonostante il suo corpo in decomposizione. Nel suo alloggio, Benimaru chiede la testimonianza dell'8, così Akitaru e Hinawa spiegano cosa stavano facendo nel momento in cui Benimaru vide gli impostori. Mentre Konro si riprende dalle sue ferite, racconta all'8 la storia della sua condizione. Soffre di tefrosi, una condizione che incenerisce il suo corpo se usa i suoi poteri, dopo aver superato il limite della sua pirocinesi quando ha salvato Benimaru da un potente incendiato in passato. |                   |                   |
| 13       | 13 | Una trappola pronta a scattare 「仕組まれた罠」 - Shikumareta wana | 18 ottobre 2019   | 22 settembre 2021 |
| 13       | 13 | Konro conclude la sua storia e racconta che dopo aver distrutto il potente incendiato, Soichiro Hague, capitano della 4 brigata, ha offerto a Konro e Benimaru l'opportunità di formare la loro, la numero 7. Tornati nel presente, Konro e gli altri emergono per trovare gli abitanti della città di Asakusa coinvolti in discussioni causate da molteplici casi di scambio di identità. Viene rivelato che Yona, un Cavaliere della Fiamma Cinerea, sta usando i suoi poteri per alterare l'aspetto dei seguaci Evangelisti per causare il caos ad Asakusa. Le cappe bianche quindi creano un certo numero di incendiati e usano la confusione che ne deriva per attaccare l'8. Shinra e Arthur inseguono due delle cappe bianche, Haran e Arrow, ma hanno difficoltà a cooperare e non riescono a coordinare i loro attacchi. Alla fine, prendono il sopravvento su di loro e, in preda alla disperazione, Haran ingoia un Insetto incendiato. Nel frattempo, Konro cerca di attirare l'attenzione di Benimaru per gestire l'evacuazione dei cittadini, ma Benimaru è ancora preoccupato di sbarazzarsi degli incendiati. |                   |                   |
| 14       | 14 | Per chi brucia la fiamma 「誰が為の炎」 - Da ga tame no honō | 25 ottobre 2019   | 22 settembre 2021 |
| 14       | 14 | Mentre ad Asakusa regna il caos con l'apparizione degli incendiati e il cambiamento dell'aspetto delle persone in modo casuale, Konro e Benimaru discutono su chi dovrebbe prendere il comando. Benimaru alla fine rimanda e guadagna l'attenzione di tutti. Spiega cosa sta succedendo, poi insegue gli incendiati mentre Konro e la 7 si occupano degli incendi. Nel frattempo, Shinra e Arthur affrontano Haran, che è diventato un incendiato cornuto dopo aver ingoiato un insetto incendiato. Tuttavia, Benimaru interviene e attacca Haran con la sua abilità Ignition. Benimaru lancia Haran in aria con il suo matoi per risparmiare la città, ma Arrow scocca una freccia infuocata verso di loro. Shinra usa tutta la sua velocità per intercettare e deviare la freccia, permettendo a Benimaru di cogliere l'occasione per usare la sua abilità Crimson Moon (紅月, Akatsuki) per creare una massiccia esplosione che distrugge Haran. Shinra sorprende Benimaru mentre cade dal cielo, completamente esausto dallo scontro. Più tardi, Benimaru e Obi condividono un po' di sake, suggellando l'amicizia tra le brigate 7 e 8. |                   |                   |
| 15       | 15 | Il sogno del fabbro 「鍛冶屋の夢」 - Kajiya no yume | 1º novembre 2019  | 22 settembre 2021 |
| 15       | 15 | I Cavalieri della Fiamma Cinerea, Yona e Arrow, riferiscono che l'Adolla di Shinra è esplosa al loro comandante, Sho Kusakabe, fratello di Shinra. Nel frattempo, lo scienziato forense, Viktor Licht, viene assegnato alla 8 brigata e Shinra viene selezionato per portare Arthur e Iris a reclutare l'ingegnere Vulcan. Ha un'intensa antipatia per Haijima e la Fire Force, ma nella sua officina di sfasciacarrozze, incontrano l'apprendista di Vulcan, Yu, che accetta di portarli dentro. Vulcan spiega il suo sogno di ricreare la vita animale sul pianeta. Mentre sono lì, il Capitano Dr. Giovanni della 3 brigata arriva per chiedere a Vulcan di unirsi a lui, ma lui rifiuta anche se Giovanni ha smesso di far arrivare i rifornimenti all'officina di Vulcan. Gli assistenti di Vulcan, Lisa e Yu, spiegano che Giovanni era uno dei due apprendisti del nonno di Vulcan, che si unì ad Haijima dopo che gli altri due morirono in modo sospetto. Nel frattempo nelle vicinanze, Giovanni si prepara ad uccidere Vulcan, tuttavia, Shinra rileva la sua presenza. |                   |                   |
| 16       | 16 | Noi siamo una famiglia 「俺たちは家族」 - Ore-tachi wa kazoku | 8 novembre 2019   | 29 settembre 2021 |
| 16       | 16 | Giovanni manda i due Cavalieri della Fiamma Cinerea, Flail e Mirage, a uccidere tutti nell'officina di Vulcan. Poi trova e attacca Shinra che è di guardia nella foresta. Giovanni immobilizza Shinra con una forte scossa elettrica e organizza l'evacuazione. Fuori dall'officina, Arthur assume il suo personaggio cavalleresco e distrugge la moltitudine di Cavalieri della Fiamma Cinerea, ma sono illusioni create da Mirage. Tuttavia, di fronte a un'illusione di se stesso, Arthur rimane paralizzato e viene picchiato da Flail. Vulcan dice a Iris di andarsene con Lisa e Yu, tuttavia, Lisa rivela improvvisamente che ha lavorato per l'Evangelista per trovare la chiave di Amaterasu che è stata creata dalla famiglia di Vulcan. Nel frattempo, Giovanni aggira Arthur ed entra nell'officina dove chiede la chiave a Vulcan e ferisce gravemente Yu per costringerlo a parlare. Tuttavia, Vulcan nega di essere a conoscenza della chiave e Giovanni perde la pazienza, colpendo ripetutamente l'equipaggiamento di Vulcan. |                   |                   |
| 17       | 17 | Bianco, nero e grigio 「黒と白と灰色」 - Kuro to shiro to haiiro | 15 novembre 2019  | 29 settembre 2021 |
| 17       | 17 | Hibana salva Shinra che si libera immediatamente dei suoi legami e vola di nuovo in officina. Si schianta contro Giovanni che ha accidentalmente trovato la chiave di Amaterasu dopo aver distrutto il proiettore di Vulcan. Lisa usa la sua pirocinesi magnetica per sottomettere Shinra, ma Vulcan dice a Iris di premere pulsanti casuali che espellono animali giocattolo di metallo magnetizzati che annullano i poteri di Lisa. Shinra butta Giovanni fuori dall'officina, ma poi Shinra incontra Sho ed è felicissimo di riunirsi con lui. Tuttavia, Sho usa la sua incredibile velocità e la sua spada per sottomettere Shinra e ferisce gravemente Arthur. Fortunatamente, Viktor Licht arriva con un camion e raccoglie Shinra, Arthur, Iris, Vulcan, Yu e Hibana, anche se Hibana accusa Viktor di aver guidato i Cavalieri all'officina. Proprio mentre Sho raggiunge il gruppo, Joker interviene. Lui e Sho sono alla pari per velocità e potenza, ma Joker permette a Shinra e agli altri di fuggire. Poi si ritira, lasciando Sho con la spada danneggiata. Yu e Arthur vengono curati per le loro ferite mentre Shinra riferisce gli eventi a Obi. Convince quindi Vulcan a rifugiarsi con la 8 e Vulcan è sorpreso di scoprire che i membri della Fire Force sono abbastanza normali e non come li immaginava. Il giorno successivo, Vulcan torna all'officina per visitare le tombe di suo padre e suo nonno e spiega loro che dovrà infrangere la sua promessa e unirsi alla Fire Force per aiutare a ricostruire il mondo. |                   |                   |
| 18       | 18 | L'arcano della combustione 「発火の極意」 - Hakka no gokui | 22 novembre 2019  | 29 settembre 2021 |
| 18       | 18 | Karim e Konro visitano la caserma dei pompieri della 8 per condividere informazioni con Obi e Hibana sui Cavalieri della Fiamma Cinerea, che chiamano Cappe bianche. Nel frattempo, Viktor Licht incontra Joker mentre raccoglie prove dall'officina di Vulcan dopo la lotta contro Sho, e discutono dei poteri del fuoco di Shinra. Licht rivela alla 8 gli indizi che ha trovato sulla possibile posizione di White-Clad, ma Hibana è ancora diffidente riguardo alle sue vere intenzioni. Nel frattempo, Shinmon Benimaru inizia ad addestrare Shinra e Arthur e li sottopone a un rigoroso addestramento per migliorare le loro abilità di combattimento. Seguendo i consigli di Licht e Benimaru, Shinra inizia a controllare in modo efficiente le sue abilità di volo e sviluppa gesti con le mani, che possono concentrare le sue esplosioni in una raffica veloce e concentrata. |                   |                   |
| 19       | 19 | Verso i sotterranei 「地下への」 - Nezā he no | 29 novembre 2019  | 29 settembre 2021 |
| 19       | 19 | Licht spiega alla 8 che crede che le cappe bianche si nascondano nel Nether, un'area proibita di tunnel sotterranei abbandonati sotto l'Impero di Tokyo. Il giorno dopo, la brigata entra nel Nether, il luogo che è visto come un luogo di terrore. Mentre camminano nell'oscurità, vengono avvolti in una nebbia misteriosa e incontrano impostori creati da Yona e Mirage e si separano. Sho manda Assault, per eliminare la 8, nel frattempo, Maki incontra Flail e un gruppo di cappe bianche da sola. Li sconfigge e affronta Flail che attacca e sconfigge con le sue due palle di fuoco, Splutter e Flare, che sono racchiuse in dispositivi creati da Vulcan che concentrano il loro potere. Altrove nei tunnel, Assault trova Iris e Tamaki e le attacca con i suoi missili infuocati. Tamaki resiste ai suoi attacchi e si avvicina abbastanza da metterlo fuori uso quando la sua uniforme si apre. Prima che possa reagire, Iris lo colpisce a terra con un tubo di metallo e vanno alla ricerca degli altri. |                   |                   |
| 20       | 20 | Indossando l'orgoglio 「誇りを纏って」 - Hokori wo matotte | 6 dicembre 2019   | 29 settembre 2021 |
| 20       | 20 | Il tenente Hinawa cerca Shinra nei tunnel. Incontra Arrow e si sparano immediatamente l'un l'altro. Shinra trova Licht, ma una cappa bianca gli punta un coltello alla gola. Shinra usa il suo segno della mano di tigre per sparare un'esplosione mirata per disabilitarlo, chiamando la nuova tecnica "Shinrabansho". Nel frattempo, Hinawa e Arrow usano le loro armi a lungo raggio per attaccarsi a vicenda. Hinawa viene colpito duramente, ma spara un ultimo proiettile che alla fine sconfigge Arrow. gli astanti, Yona e Mirage, si avvicinano a Hinawa ferito per ucciderlo, ma Arthur cade dall'alto. Mirage crea una moltitudine di illusioni di se stesso per confondere Arthur, tuttavia, usa il suo nuovo addestramento per rilevare il vero Mirage, ignorando l'attacco dei duplicati. Uccide Mirage che si nasconde nell'oscurità e Yona fugge per salvarsi la vita. Altrove nei tunnel, Maki trova Iris e Tamaki, mentre Giovanni e Lisa trovano Vulcan e Obi. Lisa rivela di essere un Cavaliere della Fiamma Cinerea e il suo vero nome è Feeler. Giovanni loda il potere e la conoscenza del suo grande capo, l'Evangelista, e ordina a Lisa di difenderlo e distruggere Vulcan e Obi. |                   |                   |
| 21       | 21 | Il legame 「繋がる者」 - Tisunagaru mono | 13 dicembre 2019  | 6 ottobre 2021    |
| 21       | 21 | Obi libera Vulcan e se stesso dalla morsa dei tentacoli infuocati di Lisa. Mentre parla con lei, inserisce granate estinguenti nella punta dei tentacoli. Esplodono, spegnendo le sue fiamme e Vulcan la afferra mentre cade. Tuttavia, Giovanni afferra Lisa e minaccia di ucciderla se Vulcan non spara a Obi. Vulcan spara a Obi, così Giovanni libera Lisa. Tuttavia, Obi è illeso grazie alla sua armatura protettiva. Attacca Giovanni ma riesce a respingere i colpi di Obi. Nel frattempo, Shinra ha una serie di visioni del passato e rileva la presenza di Sho attraverso la sua abilità Adolla Burst. Si incontrano, ma Sho non è dell'umore giusto per la riconciliazione e si impegnano in una battaglia infuocata. Sho sembra fermare il tempo, cosa che Licht crede sia collegata allo scoppio di Adolla. Sho poi colpisce Shinra con un colpo punitivo. |                   |                   |
| 22       | 22 | L'ostinazione di un fratello maggiore 「兄の意地」 - Ani no Iji | 20 dicembre 2019  | 6 ottobre 2021    |
| 22       | 22 | I Cavalieri della Fiamma Cinerea, Yona e Haumea, si incontrano e assistono allo scontro tra Sho e Shinra. Shinra si ritrova in una terra incolore con fiamme nere che si alzano dal terreno e un incendiato con le corna sopra gli occhi che si allungano verso di lui, Sho spiega che questo luogo una volta chiamato "Inferno" è la fonte dell'Adolla Burst. Shinra vede quindi l'Evangelista apparire dietro suo fratello. Sho e Shinra tornano nel mondo reale e Licht spiega che Sho può influenzare l'espansione termica dell'universo, sembrando alterare il passare del tempo. Sho sferra una serie di attacchi fulminei contro Shinra che sembra impotente contro di loro, ma Shinra continua comunque a cercare di raggiungere Sho. Alla fine, Shinra si muove abbastanza velocemente utilizzando l'Adolla Burst per irrompere nel "mondo immobile" di Sho e colpirlo. Tuttavia, ci vuole un pesante tributo fisico e Shinra inizia a surriscaldarsi pericolosamente. Licht avverte Shinra che alla velocità della luce, il corpo di Shinra si rompe e si ricompone rischiando di atomizzarsi e morire, ma Shinra insiste sul fatto che si ricollegherà con il suo fratellino e ignora l'avvertimento. |                   |                   |
| 23       | 23 | Sorriso 「笑顔」 - Egao | 27 dicembre 2019  | 6 ottobre 2021    |
| 23       | 23 | Shinra usa di nuovo il suo salto Adolla Burst alla velocità della luce, facendo sì che i suoi ricordi d'infanzia vengano condivisi con Sho. Mentre inizialmente rifiuta i ricordi della loro giovinezza, le scene con Shinra che si prende cura di lui e dell'amore della madre travolgono Sho, facendolo scoppiare in lacrime. Mentre Shinra abbraccia suo fratello minore, si rende conto che la sua velocità incontrollata ha portato la spada di Sho a trafiggere il suo corpo. Haumea appare e rivela che stanno raccogliendo Adolla Bursts per l'Evangelista che vuole rilanciare il Grande Cataclisma. Haumea tenta di catturare Shinra, ma Arthur e il resto della 8 arrivano per salvarlo. L'Evangelista fa crollare il tunnel, permettendo ad Haumea e Yona di fuggire con Sho, mentre la 8 esce con Shinra gravemente ferito. All'Ospedale dei Vigili del Fuoco Speciale 6, la Direttrice Kayoko Huang usa la sua Verga di Ascepio fiammeggiante simile a un serpente per curare Shinra. Si sveglia tre giorni dopo e viene accolto dal comandante della 1 brigata, il capitano Leonard Burns, che rivela di sapere tutto sull'incendio della casa di Kusakabe e su come Sho fosse stato indottrinato dall'Evangelista. Furioso, Shinra chiede una spiegazione, ma Burns lo sfida a vedere se la determinazione di Shinra è abbastanza forte. |                   |                   |
| 24       | 24 | Un passato in fiamme 「燃ゆる過去」 - Moyuru kako | 27 dicembre 2019  | 6 ottobre 2021    |
| 24       | 24 | Shinra inizia il suo duello con il comandante Burns, la cui abilità pirocinetica esplosiva inizialmente travolge Shinra, anche se il giovane dimostra la sua determinazione. Burns poi dice alla Shinra che l'Evangelista era attivo 12 anni prima e sapeva che i fratelli Kusakabe possedevano le abilità Adolla Burst. Quando l'Evangelista mandò Haumea la cappa bianca a catturare Sho, il potere del bambino fece incendiare la casa. Per proteggere suo figlio, la madre di Shinra divenne l'incendiato con le corna, che Shinra credeva fosse la causa dell'incendio. Burns arrivò sulla scena e la sua squadra lo salvò, ma la madre demonizzata del ragazzo prese Sho e lo consegnò all'Evangelista. Burns si rese conto che l'Adolla Link era stato risvegliato in Shinra, ma per nasconderlo dalle cappe bianche, disse a Shinra che la sua famiglia era morta. Burns conclude la storia rivelando di aver perso l'occhio destro dopo aver visto l'Evangelista, ma di aver ottenuto l'uso dell'Adolla Link. Dice a Shinra che sua madre incendiata potrebbe essere ancora viva all'interno del Link di Adolla, così Shinra organizza un incontro con il Capitano Soichiro Hague della 4 brigata, sperando di utilizzare la sua connessione con il Link per rendere di nuovo umana sua madre incendiata. Poche settimane dopo, Shinra viene congedato dalla 6 brigata e viene accolto a casa con una festa organizzata dalla 8, che include Hibana, Benimaru, Konro e Karim. |                   |                   |

### Stagione 2
| Nº serie | Nº | Titolo italiano Giapponese 「Kanji」 - Rōmaji | In onda           | In onda          |
| Nº serie | Nº | Titolo italiano Giapponese 「Kanji」 - Rōmaji | Giapponese        | Italiano         |
| 25       | 1  | La battaglia dei pompieri 「消防官の戦い」 - Shōbōkan no tatakai | 3 luglio 2020     | 6 ottobre 2021   |
| 25       | 1  | La vita è tornata alla normalità come se gli eventi passati che coinvolgevano l'Evangelista che inviava le cappe bianche non fossero mai accaduti. Tuttavia, Shinra è ancora determinato a trovare un modo per trasformare gli incendiati in persone e svelare il mistero dell'Evangelista e delle esplosioni di Adolla. Alla 8, Maki, Iris e Tamaki portano Shinra a comprare vestiti per il tenente Hinawa a causa del suo scarso senso dell'abbigliamento. Vengono improvvisamente interrotti da una serie di esplosioni, e quando Shinra va a indagare, viene attaccato da un gigantesco incendiato senziente che spara palle di fuoco dalla sua bocca. Arthur arriva e assiste la Shinra prima che il resto della 8 arrivi e si prepari ad attaccare. Lavorando insieme, il gruppo sconfigge temporaneamente l'incendiato, ma Viktor scopre che ha cinque nuclei separati all'interno del suo corpo che devono essere distrutti. L'incendiato si rianima e la squadra collabora per distruggere i nuclei all'interno delle sue braccia e gambe, mentre Shinra attacca e distrugge il nucleo centrale con il suo potente "Rapid-Man Kick". Più tardi, il Capitano Obi introduce Shinra al progetto altamente competitivo del calendario annuale del nudo maschile della Fire Force. Tuttavia, la loro posa smielata da "doppio cobra" fa sì che la foto della 8 venga relegata all'ultimo posto come l'anno precedente. |                   |                  |
| 26       | 2  | Le fiamme della follia 「狂気の炎」 - Kyōki no honō | 10 luglio 2020    | 13 ottobre 2021  |
| 26       | 2  | Shinra incontra il capitano Soichiro Hague della 4 brigata accompagnato dalla nipote di Hague, il tenente Asako. Vengono accolti dall'istruttore Purt Co Pan, che porta Shinra a L'Aia. Hague chiede sorprendentemente a Shinra di bruciarlo, e Shinra è spinto da una voce di una giovane donna nella sua testa a usare tutto il suo potere. Hague rivela di aver visto il mondo inferiore attraverso quello che la Shinra chiama l'Adolla Link e di voler tornare, che sia il Paradiso o l'Inferno. Da lontano, Haumea commenta a Charon che la donna conosciuta come il Primo Pilastro continua a tentare Shinra a usare il suo Adolla Burst. Shinra perde il controllo e Hague si rende conto della situazione, quindi costringe Shinra a uscire dove appare Arthur e intercede per impedire a Shinra di usare tutto il suo potere. Arthur usa persino il corpo di Hague con il suo scudo del masochismo per proteggersi dagli attacchi di Shinra. Durante la battaglia, Arthur ricorda di aver vissuto con sua madre e suo padre delirante che sognavano qualcosa di più grande della loro povera esistenza e lo hanno abbandonato, lasciando solo la loro benedizione. La battaglia continua fino a quando, con la forza degli attacchi di Arthur, Shinra respinge le provocazioni del Primo Pilastro. Mentre lascia la sua coscienza, rivela che c'è un altro Pilastro, una potenziale risorsa sia per l'Evangelista che per la Fire Force. |                   |                  |
| 27       | 3  | Una nuova brace 「新たな火種」 - Aratana hidane | 17 luglio 2020    | 13 ottobre 2021  |
| 27       | 3  | Obi discute le implicazioni dell'apparizione di un altro pilastro con il capo dell'Agenzia di difesa dai vigili del fuoco. Nel frattempo, la studentessa Inca Kasugatan usa la sua straordinaria capacità olfattiva per rilevare il debole odore di una casa che sta per prendere fuoco. Raduna i suoi complici, Panda e Sancho, e si dirigono sul posto, preparandosi a svaligiare la proprietà una volta che prende fuoco. Salva l'anziano residente, ma non prima di averlo sollevato da tutti i suoi soldi. Più tardi, il Primo Pilastro appare a Inca, suscitando il suo interesse. All'improvviso, le case della zona iniziano a prendere fuoco e Inca predice allegramente la loro posizione come un direttore d'orchestra musicale. Mentre la 8 corre sulla scena, Obi menziona l'esistenza della studentessa Ladro di Fuoco che sospetta possa essere il Quinto Pilastro. La brigata arriva e si divide per affrontare gli incendiati che stanno creando gli incendi. Shinra è incaricato di trovare il Ladro di Fuoco e Arthur di fermare l'utilizzatore di plasma. Haumea trova Inca e manda Charon a prenderla, ma uccide incautamente Sancho quando il giovane interferisce, risvegliando le capacità di accensione di Inca. Shinra arriva per evitare di essere presa dalle cappe bianche e ingaggia Charon in una battaglia infuocata. |                   |                  |
| 28       | 4  | Brancolando nel fuoco 「火中模索」 - Kachū mosaku | 24 luglio 2020    | 13 ottobre 2021  |
| 28       | 4  | La 8 invia un numero crescente di incendiati che Obi sospetta siano stati creati dalle cappe bianche. Shinra ferma momentaneamente Charon e cerca di convincere Inca ad unirsi alla Fire Force, ma lei rifiuta e scappa, cercando invece sollievo dalla sua esistenza mondana. Nel frattempo, un incendiato appare oltre al gran numero di persone infettate dagli insetti infernali, travolgendo la Fire Force. Tuttavia, Obi aveva precedentemente chiamato aiuto, e il tenente Karim, Toru Kishiri e Juggernaut arrivano per immobilizzare gli infernali e combattere le cappe bianche. Le brigate 2 e 5 arrivano quindi e aiutano la 8 a eliminare gli incendiati rimanenti ed evacuare i cittadini. Su un tetto, Arthur attacca Haumea che ha coordinato l'attacco alla città. Shinra va a caccia di Inca che è stata catturata dalle cappe bianche, ma si rifiuta di unirsi a entrambi i gruppi. Mentre la cappa bianca porta via Inca, Shinra affronta di nuovo Charon, ma i suoi attacchi sembrano avere scarso effetto. Alla fine, Shinra decide di provare una nuova tecnica insegnatagli da Obi, chiamata "Corna". |                   |                  |
| 29       | 5  | Le corna: il kata del demonio 「悪魔の型」 - KorunaStratagemma segreto 「秘策」 - Hisaku | 31 luglio 2020    | 13 ottobre 2021  |
| 29       | 5  | Mentre combatte contro Charon, Shinra ricorda che Flam Karim ha detto che i pirocineti di seconda generazione non possono creare il fuoco, ma controllarlo. Sospetta che Charon sia uno di questi e prova a usare di nuovo la tecnica Corna, ma la conoscenza è di scarsa utilità contro di lui. Shinra riesce finalmente a concentrare il suo attacco e riesce ad abbattere Charon ma non a sconfiggerlo. Charon si prepara a vendicarsi. La Fire Force ha le mani impegnate con il demone e gli edifici in fiamme. Licht suggerisce di utilizzare il potere delle seconde generazioni per incanalare le fiamme nella piazza della città, dove sono controllate da Maki e trasformate in una tempesta di fuoco a spirale. Vulcan e Obi costringono il demone al centro della tempesta di fuoco dove viene risucchiato nel suo vortice e consumato. Karim quindi congela la colonna, spegnendo le fiamme. |                   |                  |
| 30       | 6  | Il momento della scelta 「選択の時」 - Sentaku no toki | 7 agosto 2020     | 13 ottobre 2021  |
| 30       | 6  | Shinra cerca di convincere Inca a unirsi a lui, ma decide invece di rimanere con le cappe bianche e Charon lascia Shinra gravemente sconfitto. Il complice sopravvissuto di Inca, Panda, li raggiunge e chiede loro di lasciarla andare. Quando Charon va a fermarlo, Inca vede cosa sta per succedere, quindi inghiotte Panda nelle fiamme, quindi se ne va con lui. Dopo i recenti eventi, la Fire Force si chiede come affrontarli. A seguito di discussioni con le altre società, Obi annuncia che Shinra, Arthur, Tamaki e Viktor faranno parte di un'operazione congiunta con Takeru Noto e Ogun Montgomery di altre società sotto il comando di Purt Co Pan. Il loro obiettivo è quello di indagare sul Grande Cataclisma di 250 anni fa, sperando di ottenere informazioni sulle Esplosioni di Adolla e sui motivi dell'Evangelista nel raccogliere gli otto Pilastri. La ricerca sarà condotta al di fuori dell'Impero di Tokyo, nella penisola cinese, e il team di sette membri salirà a bordo di un piroscafo a pale diretto verso la terraferma cinese. |                   |                  |
| 31       | 7  | La strada per l'Oasi 「楽園への道」 - Oashisu e no michi | 14 agosto 2020    | 20 ottobre 2021  |
| 31       | 7  | La squadra dei vigili del fuoco arriva ad Avalon, sulla terraferma asiatica, e Takeru Noto si riunisce con sua madre. Rivela che qualcuno ha fatto irruzione nel loro orto mentre il resto del gruppo si prepara a viaggiare verso la posizione di una spaccatura spaziale. Mentre guidano verso l'interno in un semicingolato coperto, la squadra, a parte Viktor che indossa una maschera, viene colpita da un gas che fuoriesce dalle crepe della superficie terrestre e che agisce come uno stimolante, inducendoli ad agire in modo irregolare e sconsiderato. Vengono improvvisamente attaccati da una gigantesca bestia simile a un verme e una talpa parlante salta sul loro veicolo per mettersi in salvo. Shinra e Orgun deviano il verme e scoprono che la talpa, Scop, era responsabile dell'incursione nel giardino di Noto per le sue patate. Scop si offre di guidarli verso la sua casa, un'oasi vicino alla spaccatura spaziale che da allora è stata conquistata dagli invasori. Lungo la strada, incontrano l'amico di Scop, Yata, un corvo parlante, e quella notte la squadra assiste a una moltitudine di incendiati che vagano per la campagna. Quando la squadra arriva all'oasi, Yata mostra a Shinra il Tabernacolo, un Amaterasu simile a quello dell'Impero di Tokyo. Scop li conduce attraverso una foresta disseminata di detriti di passate abitazioni umane, e arrivano a uno dei pilastri che circondano il Tabernacolo. Mentre si avvicinano, vengono attaccati dai cani incendiati associati agli invasori, ma Tamaki li mette a riposo. Più tardi, Shinra sente una voce interna che gli dice di salvare la foresta. |                   |                  |
| 32       | 8  | Malvagità dormiente 「燃え潜む悪意」 - Moe hisomu akui | 21 agosto 2020    | 20 ottobre 2021  |
| 32       | 8  | Shinra crede che la voce interiore provenisse dal Tabernacolo. Scop spiega la storia del Tabernacolo e come una giovane donna in vesti nere insegnò loro a parlare e riparò la struttura. Improvvisamente il gruppo viene attaccato dagli incendiati senzienti occultati che hanno anche piazzato trappole esplosive nell'area circostante. Un incendiato afferma che il Tabernacolo è stato costruito per distruggere il mondo, ma questo viene confutato da Scop che dice che li ha avvantaggiati, portando Shinra a credere che un Amaterasu possa essere usato per il bene o per il male. Nel frattempo, gli incendiato di Tempe hanno completato la raccolta di una serie di tavolette che ha intenzione di utilizzare per liberare il pieno potere del Tabernacolo. Purt Co Pan, Viktor e Arthur entrano nel Tabernacolo per indagare, mentre fuori da Tempe guidano un attacco dei suoi seguaci incendiati contro la Fire Force. Tempe rivela che la sua intenzione è quella di uccidersi e ascendere al Cielo facendo saltare in aria il Tabernacolo. Poiché questo distruggerà anche la foresta e la regione circostante, Shinra giura di sconfiggere Tempe che ha il potere di un demone. Improvvisamente, Shinra rileva l'Adolla Link mentre la giovane donna in abiti neri appare dietro di lui. Nel frattempo, all'interno del Tabernacolo, Purt Co Pan e Victor cercano invano di decifrare i numeri incisi sulle tavolette e sui muri, quando Artù trova improvvisamente una soluzione. |                   |                  |
| 33       | 9  | Nocciolo 「核心」 - Kakushin | 28 agosto 2020    | 27 ottobre 2021  |
| 33       | 9  | Prologo: Una rivisitazione de Il Grande Cataclisma descrive come, dopo che il mondo fu avvolto dalle fiamme e dalla cenere, un uomo, che in seguito sarebbe stato chiamato Raffles I, condusse i suoi seguaci verso una "fiamma incontaminata", una fonte di energia che usò per creare "Amaterasu" e beneficiare l'umanità. Tornato all'interno del Tabernacolo Amaterasu, Viktor verifica l'ipotesi di Arthur che il codice sia basato su "pi greco", ma i risultati sono inconcludenti. Proseguono in avanti e raggiungono l'ingresso del nucleo che emette un suono meccanico come un battito cardiaco. Dalla presenza di frecce piumate bianche, tra cui una nel buco della serratura, Viktor deduce che il nucleo comporta un sacrificio e potrebbe contenere un essere vivente che possiede un Adolla Burst. Fuori, Shinra e gli altri combattono gli incendiati fino a quando non rimane solo Tempe. Tempe crea una falce infuocata e attacca la Fire Force che sembra impotente contro di lui. Shinra sente ancora la voce che gli dice di salvare la foresta, così chiede a Ogun, Tamaki e Takeru di ritardare Tempe mentre lui e Scop tentano di contattare la donna in abiti neri. Alla fine ci riesce, ma lei è così debole che può fornire solo un secondo di Adolla Grace per aiutarlo. Shinra crede che sarà sufficiente per sconfiggere Tempe. |                   |                  |
| 34       | 10 | La donna in nero 「黒の女」 - Kuro no on'na | 4 settembre 2020  | 27 ottobre 2021  |
| 34       | 10 | Shinra accetta l'offerta di un secondo di Adolla Grace dalla donna in nero. Lo usa in un attacco a Tempe e scopre che il suo corpo viaggia alla velocità della luce, causando il tempo a scorrere all'indietro. Ripensa al tempo in cui Tempe sopravvisse al Grande Cataclisma ma si ritrovò solo. Fu allora che l'Evangelista emerse dalla Fenditura Spaziale e usò un insetto di fuoco per trasformare Tempe in un incendiato. In tempo reale, l'attacco di Shinra dura solo un istante e distrugge Tempe in un'enorme esplosione di fiamme a una certa distanza dalla foresta. La donna in nero comunica quindi a Shinra di essere stata accesa con un Adolla Burst da un insetto evangelista, e poi ha usato la sua energia per creare l'oasi per gli animali. La squadra della Fire Force si riunisce e condivide le proprie informazioni, deducendo che l'Amaterasu di Tokyo, controllato dal Tempio del Sacro Sol e da Haijima, è probabilmente alimentato da un umano, ma che è stato un sacrificio involontario e ora prova risentimento per l'umanità. Sospettano anche che l'Evangelista abbia intenzione di sacrificare gli otto Pilastri e di usare Amaterasu per dare il via a un secondo Grande Cataclisma. Dopo aver completato la missione, la squadra della Fire Force torna all'Impero di Tokyo e fa rapporto al Capitano Obi. |                   |                  |
| 35       | 11 | Antieroe 「ダークヒーロー」 - Dāku Hīrō | 11 settembre 2020 | 3 novembre 2021  |
| 35       | 11 | La squadra della Fire Force riferisce le loro scoperte al capitano Obi. Spiegano le connessioni tra Amaterasu e l'Adolla Burst, che mette in discussione gli insegnamenti del Sacro Tempio del Sol e implica una connessione con l'Evangelista. Nel frattempo, nella sua ricerca della verità, Viktor risolve i codici numerici del Tabernacolo e si rende conto che la teoria di Arthur era corretta. Più tardi, la 8 è frustrata quando Obi riferisce che il quartier generale della Fire Force ha raccomandato di non intraprendere alcuna azione per tre anni mentre la chiesa valuta le informazioni. Joker chiede al proto-nazionalista Benimaru Shinmon se andrà contro il Sacro Tempio del Sol per scoprire la verità su ciò che stanno nascondendo e Shinmon sorprendentemente accetta. Mentre Joker e Shinmon preparano la loro strategia fuori dalla sede imperiale, quartier generale dell'impero, l'attuale sovrano dell'Impero di Tokyo Raffles III viene avvisato che i residenti di Asakusa rifiutano ancora Amaterasu, ma i cardinali hanno sconsigliato di provocare Shinmon, noto anche come il Dio Distruttore. Joker e Shinmon organizzano un attacco frontale alla Sede Imperiale, ma dopo un successo iniziale, Shinmon crolla, abbattuto da un attacco invisibile di un enorme difensore del Sacro Sol. |                   |                  |
| 36       | 12 | All'ombra della luce divina 「神光が生む影」 - Shinkō ga umu kage | 18 settembre 2020 | 3 novembre 2021  |
| 36       | 12 | Shinmon si riprende dal veleno sparato nel suo corpo dal difensore del Sacro Sol attraverso la sua resistenza alle tossine e insieme a Joker sconfiggono i restanti difensori. Entrano nella chiesa e Joker espone una botola nascosta ai livelli sottostanti con accesso al Nether proibito. Mentre Shinmon fa pressione su Joker per spiegare come sa così tanto sulle operazioni del Sacro Sol, vengono presto circondati da Ombre del Sacro Sol mascherate, la squadra segreta di assassini del Tempio. Joker rivela di essere l'ex Holy Sol Shadow conosciuto solo come Five-Two. Un flashback mostra come il giovane e promettente "orfano di dio", Five-Two, venga fisicamente picchiato fino alla sottomissione, ma non si arrende mai alla loro filosofia collettiva. Riuscì a fuggire, ma la famiglia che lo trovò e lo nutrì fu massacrata come monito. Tornando al presente, Joker affronta il comandante delle Ombre che estrae la sua spada retrattile a zig-zag, lasciando Shinmon a combattere le altre Ombre. Il comandante costringe Joker a giocare il suo mazzo completo di 52 carte, e poi si prepara a uccidere il suo ex allievo. Tuttavia, Joker ha emesso un fumo allucinogeno dalle sue sigarette che confonde il comandante abbastanza a lungo da permettere a Joker di tagliarlo a pezzi. Alla fine a Joker rimane solo la sua carta vincente, il jolly, mentre il comandante Burns emerge minacciosamente dall'ombra. |                   |                  |
| 37       | 13 | Gli occhi gemelli 「対の隻眼」 - Tsui no sekigan | 25 settembre 2020 | 10 novembre 2021 |
| 37       | 13 | Il comandante Burns e Joker discutono di quando hanno sperimentato l'Adolla Link, trasportati in una dimensione diversa dove ognuno ha perso un occhio e Joker ha riportato una pietra infuocata viola. Burns consegna a Joker il taccuino della moglie di Raffles I, che dopo anni di indagini, crede sia l'unico documento che descrive in dettaglio gli eventi della Grande Catastrofe e la fondazione dell'Impero di Tokyo. Descrive la scoperta dell'Adolla Burst e la creazione dell'Amaterasu. Tuttavia, scrisse che Raffles sembrava essere una persona diversa al suo ritorno, indicando che il Sacro Tempio del Sol potrebbe essere stato istituito da un inumano che aveva preso il posto di Raffles. Nel frattempo, Yona rivela agli altri Cavalieri della Fiamma Cinerea di aver impersonato Raffles I e di aver creato il Sacro Tempio del Sol per ordine dell'Evangelista. Joker rivolge quindi la sua attenzione alle Haijima Industries che crede debbano essere collegate all'Evangelista. Alla 8, Lisa arriva dopo essere stata dimessa dall'ospedale e tutti vengono a conoscenza dei risultati dell'indagine di Shinmon e Joker. Viktor viene chiamato alle Haijima Industries in seguito al suo rapporto sulla spedizione nella penisola cinese. Incontra il presidente dell'azienda, Gureo Haijima, che chiede a Victor di portare loro Shinra. Dopo che Viktor se ne va, Haijima ordina che venga eliminato perché ha imparato troppo. |                   |                  |
| 38       | 14 | Il mietitore cinereo 「灰の死神」 - Hai no shinigami | 2 ottobre 2020    | 10 novembre 2021 |
| 38       | 14 | Viktor rivela alla 8 di essere una spia di Haijima, ma loro lo sanno già. Rivela il piano di Haijima per catturare Shinra, che Viktor vede come un'opportunità per indagare ulteriormente sul loro legame con l'Evangelista. Shinra accetta di accompagnare Viktor ad Haijima, mentre la 8 si prepara a sostenerlo. Nel frattempo alle Haijima Industries, continuano gli esperimenti su bambini promettenti, questa volta con Nataku Son che è stato incendiato dall'insetto di Rekka Hoshimiya. Nataku è costretto a combattere Yūichirō Kurono che si fa chiamare Zio Mietitore, e il ragazzo viene facilmente sconfitto. Sulla strada per la struttura di Haijima, Shinra ricorda la sua amara esperienza con il bullo Kurono quando era detenuto alle Haijima Industries dall'età di 7 a 12 anni. Shinra entra nella struttura e sente una connessione con Nataku attraverso l'Adolla Link mentre viene condotto in una sala di allenamento per affrontare Kurono. Kurono attacca Shinra con il fumo nero, che Kurono usa per nascondere i suoi movimenti mentre lo usa per rilevare la posizione di Shinra ed evitare i contrattacchi. Kurono quindi solidifica il fumo in armi affilate e oggetti per spingere il suo attacco alla Shinra. Con Shinra apparentemente sconfitto, i tecnici mettono fine all'esperimento, ma Kurono si rifiuta di fermarsi, assaporando il suo dominio su qualcuno che percepisce come un nemico più debole. |                   |                  |
| 39       | 15 | Tafferuglio tricolore 「三色混戦」 - Sanshoku konsen | 9 ottobre 2020    | 17 novembre 2021 |
| 39       | 15 | Mentre Viktor si trova presso la struttura di ricerca di Haijima, si rende conto che l'Adolla Burst di Nataku è stato risvegliato. Libera Shira dalla sala di addestramento e insieme cercano Nataku mentre la 8 corre in loro soccorso nella loro "Scatola di fiammiferi". Incontrano un piccolo ma potente mech chiamato Dominion, controllato da Puppeteer. Maki e Vulcan combinano i loro poteri per sconfiggere un Dominio, ma la burattinaia ha la capacità di crearne altri. Nel frattempo, Kurono si impossessa di Nataku e cerca il più debole della 8 da distruggere, ma viene ostacolato dall'intervento di Arthur e Shinra. I Clad Bianchi osservano lo svolgersi di questi eventi e Charon intercetta Kurono in modo che possano catturare Nataku. Anche Haumea viene coinvolta nella battaglia a tre e distrugge tutti i Domini di Puppeteer, provocando Puppeteer a chiamare il suo enorme punitore, Dominion, per combattere Haumea. |                   |                  |
| 40       | 16 | Una mente esplosiva 「爆発する心」 - Bakuhatsu suru kokoro | 16 ottobre 2020   | 17 novembre 2021 |
| 40       | 16 | Puppeteer ordina a Dominion di attaccare Haumea mentre Maki rivolge la sua attenzione al protettore di Haumea, Arrow, e quasi la sconfigge. Haumea è infuriato e quasi fulmina Arrow, chiedendo un supporto migliore. Nel frattempo, Kurono si annoia a combattere Arthur e Shinra poiché sono forti avversari e usa il suo fumo nero per uccidere la sfortunata cappa bianca che tiene Nataku. Si sviluppa una battaglia a tre nel tentativo di catturare il ragazzo, quasi come in una partita di basket. Ritsu crea un incendiato con un insetto e poi usa il suo potere Necro Pyro per sollevare i corpi carbonizzati del White Clad e creare un gigantesco incendiato che incorpora Nataku nel suo corpo. Gureo Haijima ordina a Kurono di recuperare Nataku e così si offre di lavorare con Shinra per farlo. Tuttavia, Haumea invia un impulso elettrico a Nataku, aumentando il suo livello di dopamina e beta-endorfine. Questo fa sì che la sua immaginazione infetta, sovraccarichi la sua mente e Nataku inizia a sparare raggi casuali di energia radioattiva. Vulcan si reca sulla scena a bordo di una Morgan a 3 ruote con Arthur per fermarlo e Vulcan convince Arthur a conficcare la sua spada nella scatola di fiammiferi, creando un'onda di plasma che rompe il controllo di Haumea su Nataku. Haumea va a fermare Arthur mentre Shinra si prepara a salvare Nataku e Kurono si chiede se dovrebbe cercare un altro lavoro più facile. |                   |                  |
| 41       | 17 | Ragazzi, siate deboli 「少年よ、弱くあれ」 - Shōnen'yo, yowaku are | 23 ottobre 2020   | 24 novembre 2021 |
| 41       | 17 | Shinra attacca il gigantesco incendiato contenente Nataku e usa l'Adolla Link per attivare i ricordi del ragazzo. Nataku ricorda le aspettative opprimenti di sua madre su di lui per eccellere e la pressione simile che sentiva da Kurono nella struttura di ricerca di Haijima. Nataku si risente di questi sentimenti e aumenta l'intensità delle sue radiazioni, sparando una potente esplosione che minaccia di distruggere l'intera regione. Viene però intercettato da Charon che prima assorbe e poi reindirizza l'esplosione verso la Luna. Nel frattempo, Kurono teme che Nataku stia diventando troppo forte e crea un'enorme katana di fumo nero che usa per fare a pezzi l'incendiato ed estrarre Nataku. Dice al ragazzo di rimanere debole e in grado di essere vittima di bullismo, liberando Nataku dalle aspettative irragionevoli di sua madre. Al comando di Charon, i Clad Bianco si ritirano, lasciando Nataku ad Haijima sotto la cura di Kurono. La 8 ha un incontro con il presidente Gureo Haijima che ammette casualmente di sapere che Amaterasu è alimentato da un umano, motivo per cui Haijima sta cercando una persona in possesso dell'Adolla Burst per creare un'altra versione. Vulcan lo interrompe e annuncia che può progettare un'unità che non richiede una fonte di energia umana. Haijima accetta di finanziarla in cambio della proprietà e si offre persino di aiutare la 8 nella sua ricerca contro l'Evangelista che rappresenta una minaccia per la redditività di Haijima. |                   |                  |
| 42       | 18 | L'angoscia della santa 「聖女の苦悩」 - Seijo no kunōAssault, un uomo all'assalto 「男、突撃」 - Otoko, Asaruto | 30 ottobre 2020   | 24 novembre 2021 |
| 42       | 18 | La 8 torna all'attività di combattere gli incendiati, ma Sorella Iris deve battezzare un nuovo lotto di equipaggiamento, e Shinra si offre di accompagnarla alla Chiesa Centrale Chou-ku dell'Impero di Tokyo, conosciuta come la Chiesa del Battesimo. Incontra il tenente Hou Yan che gli ricorda la necessità di avere fede nella società. Iris lo porta al Cimitero Nazionale del Santo Sol dove sono sepolti i sacerdoti e gli rivela i suoi dubbi sul valore della chiesa se è stata davvero creata dall'Evangelista. All'improvviso un prete prende fuoco e Shinra lo mette a riposo. Iris lo benedice, ma un'altra sorella si chiede perché Dio abbia permesso a un uomo così devoto di diventare un incendiato. Shinra alla fine ripristina la fede di Iris ricordandole che il Sole è al di là dell'Evangelista e della chiesa. Dalla sconfitta di Assault da parte di Tamaki Kotatsu, quando è stato distratto dal suo corpo seminudo, si è sottoposto a un rigoroso allenamento per desensibilizzarsi alla forma femminile. Lo spietato assassino sfida Tamaki a duello, ma la vista della sua biancheria intima è una distrazione eccessiva e lui viene sconfitto. Ritorna al suo addestramento per superare la sua debolezza nei confronti delle donne e della loro biancheria intima, e tenta altre due volte di sconfiggerla. Al terzo tentativo, lancia un attacco a tutto campo, ma sospetta che potrebbe non vincere mai. |                   |                  |
| 43       | 19 | Il clan Oze 「尾瀬一門」 - Oze ichimon | 6 novembre 2020   | 1º dicembre 2021 |
| 43       | 19 | Maki cena a casa della famiglia Oze con sua madre, Madoka, suo padre, il generale Danro, e suo fratello Tagaki. Dopo cena, discutono della situazione all'interno del Nether, dove ultimamente si sono sprigionati strani odori. Il giorno seguente, Tagaki e il suo partner indagano insieme, scendendo in uno dei bui tunnel sotterranei. Seguono nuove tracce e raggiungono una stanza dell'attrezzatura che sembra essere un laboratorio White Glad contenente barattoli di insetti incendiati vivi. All'improvviso, appare una cappa bianca che indossa una cintura esplosiva e la fa esplodere. L'esplosione fa saltare i due investigatori all'indietro, anche se Tagaki subisce il peso dell'esplosione ed entrambi vengono portati in ospedale. In seguito al ferimento del figlio, il generale Oze decide che i militari devono intervenire nelle attività dell'Evangelista. Incarica il Comandante Honda della 2 brigata di indagare sul Nether e Honda richiede l'assistenza della 8. Tuttavia, a Maki viene ordinato di tornare nell'esercito da suo padre per la sua sicurezza e lei obbedisce con riluttanza. Viktor suggerisce incursioni simultanee nel Nether per cogliere alla sprovvista le cappe bianche. A causa della loro precedente esperienza, un membro della 8 è incaricato di accompagnare ciascuna delle unità della 2 a svolgere l'indagine. |                   |                  |
| 44       | 20 | Arma di distruzione 「破壊兵器」 - Hakai heiki | 13 novembre 2020  | 1º dicembre 2021 |
| 44       | 20 | Alle 8 del mattino, le unità della 2 dei Vigili del Fuoco entrano simultaneamente nel Nether; Shinra con la Squadra Hebio, Arthur con la Squadra Heckler, Hinawa con la Squadra Engo a cui si uniscono Takigi Oze del CID, Tamaki con la Squadra Kagenashi e Viktor con la Squadra Ohana. La Squadra Kagenashi viene colpita da un'esplosione e la Squadra Ohana incontra Ritsu, un Cavaliere della Foschia Viola che comanda un folto gruppo di incendiati rianimati dai corpi lasciati indietro durante il Grande Cataclisma. La squadra subisce un certo numero di perdite che Ritsu aggiunge al suo assalto ai membri sopravvissuti, lasciando solo Viktor che riesce a salvarsi la vita. Nel frattempo, il capo plotone Amon Hajiki della Squadra Kagenashi usa i suoi occhi a ricerca di calore e le sue abilità di tiro per distruggere tutti gli incendiati che attaccano la loro squadra, ma viene improvvisamente ucciso dall'Orochi della Purple Haze armato di Medusa Whip. Orochi attacca Tamaki, ma sebbene la sua frusta a base di fiamma possa tagliarla solo superficialmente, prende lentamente il sopravvento. Il timido Juggernaut supera le sue paure e attacca Orochi per salvare Tamaki, ma il cavaliere Purple Haze usa la sua frusta Medusa sia per la difesa che per l'attacco. Taglia l'uniforme di Juggernaut, tagliando il suo corpo, ma alla fine trova la sua forza come arma di distruzione e lancia un'enorme bomba di fuoco a distanza ravvicinata che distrugge Orochi e vendica Hajiki. |                   |                  |
| 45       | 21 | Contatto col nemico 「接敵」 - Setteki | 20 novembre 2020  | 8 dicembre 2021  |
| 45       | 21 | Dopo la distruzione di Orochi, Juggernaut giace gravemente ferito dai suoi attacchi e non può muoversi. Tamaki manda gli incendiati rimanenti a riposare, ma viene poi attaccato da altri due cavalieri della Purple Haze. Fortunatamente viene salvata dall'arrivo di Gustav Honda e del capitano Obi. Nel frattempo, Hinawa e Oze vengono attaccati da Iron, un altro Cavaliere della Purple Haze, che usa le sue abilità di fuoco per indurire il ferro nel suo corpo alla durezza d'acciaio della martensite. Mentre Oze devia le fiamme di Iron, Hinawa continua a sparare alle articolazioni vulnerabili di Iron e alla fine lo sconfiggono. Altrove, Shinra viene attaccata dal Dr. Giovanni che rivela che il laboratorio White Glad che hanno trovato era una trappola tesa per attirare la Fire Force nel Nether in modo che potessero essere sconfitti. Giovanni ha trasformato geneticamente il suo corpo usando Adolla per incorporare le sembianze degli insetti e inizia ad attaccare Shinra fino a quando Arthur non lo raggiunge. Tornato con Tamaki, Obi elimina il primo cavaliere, Sasori, e Honda colpisce il secondo cavaliere contro un muro. Licht li trova e deduce dalla distribuzione degli incendiati che le cappe bianche intendono distruggere le strutture sotterranee del Nether, così Honda ordina il ritiro della Fire Force sopravvissuta. Nel frattempo, la cappa bianca, Ritsu, assorbe il potere aggiuntivo dei Soldati del Fuoco morti che sono diventati incendiati e si prepara a distruggere il Nether, facendo crollare l'Impero di Tokyo al suolo.                                                           |                   |                  |
| 46       | 22 | Il complotto per l'estinzione 「滅亡の企み」 - Metsubō no takurami | 27 novembre 2020  | 8 dicembre 2021  |
| 46       | 22 | Shinra e Arthur continuano la loro battaglia con il Dr. Giovanni che usa la sua nuova abilità di insetto per prevedere le loro mosse. Quando Shinra rivela di aver sentito la voce di Giovanni nella sua testa, Giovanni spiega che può accadere solo tramite un Adolla Link, e Shinra ricorda che è successo una volta con il tenente Konro. Nel frattempo, Licht spiega al Comandante Honda che l'Evangelista progetta di distruggere il centro dell'Impero di Tokyo facendo esplodere gli incendiati che sono stati strategicamente disposti all'interno del Nether. Suggerisce che Maki potrebbe avere il potere di reindirizzare l'esplosione anche se potrebbero essere tutti inceneriti sottoterra. Maki si prepara alla sfida, contro le obiezioni del fratello Takigi Oze che afferma che è troppo fragile. Ritsu inizia le esplosioni degli incendiati, e Maki e Takigi collaborano per reindirizzare le fiamme verso i livelli inferiori del Nether attraverso stretti passaggi, neutralizzandoli. Il dottor Giovanni è sorpreso quando l'esplosione viene sventata, ma fugge trasformandosi in una miriade di insetti anche dopo che Arthur gli ha tagliato la testa. I sopravvissuti della Fire Force tornano in superficie e Honda riconosce lo sforzo della 8, affermando che la Fire Force e l'esercito devono unirsi per sconfiggere l'Evangelista. Maki ritorna felicemente alla 8, con l'accettazione riluttante di suo fratello e padre, il generale Oze. |                   |                  |
| 47       | 23 | Gatto di fuoco 「炎猫」 - Enbyō | 4 dicembre 2020   | 15 dicembre 2021 |
| 47       | 23 | Shinra e il Capitano Hibana fanno visita al Tenente Konro al 7 per discutere della sua possibile connessione tramite un Adolla Link. Arrivano e lo trovano attaccato da un White Vestid, ma Konro lo uccide con una katana, evitando l'uso del fuoco a causa della sua tefrosi. Konro spiega poi di aver sperimentato Adolla due anni prima quando ha combattuto un demone che sembrava un doppelganger di se stesso. Il demone gli diede una cicatrice rivelatrice e causò la sua tefrosi quando la distrusse usando la "forza isterica" della sua risposta di lotta o fuga. Shinmon determina che Shinra ha migliorato le sue abilità di combattimento e si offre di insegnargli come accedere a questa forza. Più tardi, Shinra, Arthur e Tamaki vanno a trovarlo per la lezione e lui inizia a mettere alla prova i due ragazzi con il fuoco. Tuttavia, assegna a Tamaki il compito di vedere se riesce a trattare con le sorelle gemelle Hikage e Hinata che decidono un gioco di tag. Tamaki inizialmente non prende sul serio il gioco, ma dopo essere stata inizialmente picchiata dalle sorelle, attinge alla sua determinazione per spingere la sua abilità "Nekomata" a diventare un "Gatto di Fuoco" e batterle. Shinmon la loda per aver rimosso il suo strato di autocontrollo, tuttavia è colto alla sprovvista dal fatto che i suoi vestiti si stacchino come parte della sua "sindrome dell'esca di Lucky Lecher". |                   |                  |
| 48       | 24 | Segnali di tumulto 「激動の兆し」 - Gekidō no kizashi | 11 dicembre 2020  | 15 dicembre 2021 |
| 48       | 24 | Shinra e Arthur continuano il loro intenso allenamento, sopportando una serie di nonnismo proto-nazionalista che spinge i loro corpi al punto di scatenare la loro forza isterica. Shinmon li incita a combattere, ma dopo ore di intenso combattimento li sconfigge ancora con poco sforzo. Shinra ha esaurito quasi tutto l'ossigeno nel suo corpo ed entra in uno stato di semi-coscienza di fronte alla morte, ma il suo istinto di sopravvivenza entra in gioco e sperimenta un Adolla Link mentre è coperto di fiamme blu. Nel frattempo, Konro riceve la visita di Hibana e del capitano della 6 Kayoko Huang, che lo esamina e determina che un Adolla Link è ancora presente in coloro che portano una cicatrice dal loro contatto con Adolla. Supponendo che le cappe bianche stianno attaccando gli altri marchiati, Hibana si prepara ad avvertire il Capitano Hague, ma viene ucciso nel suo ufficio da una cappa bianca con una mano d'oro. Nel frattempo, Shinra vede sua madre, Sho e la morte di Hague attraverso il suo Adolla Link. Questi eventi spingono Shinmon a unire la 7 brigata con il resto dell'impero, mentre l'8 e i loro nuovi alleati della Fire Force si preparano per l'imminente guerra con l'Evangelista. I Cavalieri della Fiamma Cinerea dominano la città e si preparano per un assalto finale all'Impero di Tokyo. |                   |                  |

### Stagione 3
Questa lista è suscettibile di variazioni e potrebbe essere incompleta o non aggiornata.

| Nº serie | Nº | Titolo italiano Giapponese 「Kanji」 - Rōmaji                                                                                       | In onda        | In onda        |
| Nº serie | Nº | Titolo italiano Giapponese 「Kanji」 - Rōmaji                                                                                       | Giapponese     | Italiano       |
| 49       | 1  | Risolutezza 「不退転」 - Futaiten                                                                                                   | 4 aprile 2025  | 25 aprile 2025 |
| 50       | 2  | Il prigioniero 「囚われの身」 - Toraware no mi                                                                                      | 11 aprile 2025 | 2 maggio 2025  |
| 51       | 3  | L'incarnazione delle fiamme 「炎の化身」 - Honō no keshin                                                                           | 18 aprile 2025 | 9 maggio 2025  |
| 52       | 4  | Segreto dorato 「黄金の秘密」 - Ōgon no himitsu                                                                                     | 25 aprile 2025 | 16 maggio 2025 |
| 53       | 5  | Incontro con l'arcinemico 「宿敵邂逅」 - Shūteki kaikō                                                                              | 2 maggio 2025  | 23 maggio 2025 |
| 54       | 6  | Il risultato delle preghiere 「祈りの果て」 - Inori no hate                                                                         | 9 maggio 2025  | 30 maggio 2025 |
| 55       | 7  | Verità sopita 「眠る真実」 - Nemuru shinjitsu                                                                                       | 16 maggio 2025 | 6 giugno 2025  |
| 56       | 8  | La Santa Madre oscura 「闇の聖母」 - Yami no seiboLa grande avventura del re dei cavalieri 「騎士王の大冒険」 - Kishi-ō no daibōken | 23 maggio 2025 | 13 giugno 2025 |
| 57       | 9  | La rinascita della sacra spada 「聖剣再誕」 - Seiken saitan                                                                         | 30 maggio 2025 | 20 giugno 2025 |
| 58       | 10 | Avvento 「出現」 - Shutsugen | 6 giugno 2025  | 27 giugno 2025 |
| 59       | 11 | Battaglia contro il kaiju 「大怪獣戦線」 - Daikaijū sensen                                                                          | 13 giugno 2025 | 11 luglio 2025 |
| 60       | 12 | Antica follia 「古の狂気」 - Inishie no kyōki                                                                                       | 20 giugno 2025 | 11 luglio 2025 |

### Corti
| Nº | Titolo italiano Giapponese 「Kanji」 - Rōmaji                                                  | In onda          | In onda |
| Nº | Titolo italiano Giapponese 「Kanji」 - Rōmaji                                                  | Giapponese       |         |
| 1  | Musica preferita 「好きな音楽編」 - Sukina ongaku-hen                                          | 8 gennaio 2021   |         |
| 2  | Un muro insormontabile? 「超えられない壁？編」 - Koerarenai kabe? Hen                          | 15 gennaio 2021  |         |
| 3  | Questionario 「アンケート編」 - Ankēto-hen                                                     | 22 gennaio 2021  |         |
| 4  | Una suora birichina 「おてんばシスター編」 - O tenba Shisutā-hen                               | 29 gennaio 2021  |         |
| 5  | Animo di fanciulla 「乙女ゴコロ編」 - Otome-hen                                                | 5 febbraio 2021  |         |
| 6  | San Valentino 「バレンタインデー編」 - Barentain Dē-hen                                        | 12 febbraio 2021 |         |
| 7  | Cappelli 「帽子編」 - Bōshi-hen                                                                | 19 febbraio 2021 |         |
| 8  | Allenamento muscolare 「筋トレ編」 - Suji tore-hen                                             | 26 febbraio 2021 |         |
| 9  | Attira-palpate 「ラッキー編」 - Rakkī-hen                                                      | 5 marzo 2021     |         |
| 10 | White day 「ホワイトデー 編」 - Howaito Dē-hen                                                 | 12 marzo 2021    |         |
| 11 | La cucina dell'8ª Brigata 「第８の厨房編」 - Dai 8 no chūbō-hen                                | 19 marzo 2021    |         |
| 12 | Gusti 「苦手なモノ編」 - Nigatena mono-hen                                                     | 26 marzo 2021    |         |
| 13 | L'ingegnere e il distruttore 「技術屋と破壊王編」 - Gijutsu-ya to hakai-ō-hen                  | 2 aprile 2021    |         |
| 14 | Attività quotidiana 「日課編」 - Nikka-hen                                                     | 9 aprile 2021    |         |
| 15 | Rimodellamento 「新装備編」 - Shin sōbi-hen                                                    | 16 aprile 2021   |         |
| 16 | Chiesa e cavalieri 「教会と騎士編」 - Kyōkai to kishi-hen                                      | 23 aprile 2021   |         |
| 17 | Muscoli e offerta 「筋肉のお供編」 - Kin'niku no otomo-hen                                     | 30 aprile 2021   |         |
| 18 | Misurazioni precise 「正確な性格編」 - Seikakuna seikaku-hen                                   | 7 maggio 2021    |         |
| 19 | Fascino femminile 「女子力編」 - Joshidjikara-hen                                              | 14 maggio 2021   |         |
| 20 | Natura di ricercatore 「研究体質編」 - Kenkyū taishitsu-hen                                    | 21 maggio 2021   |         |
| 21 | Giochi di carte 「ギャンブル編」 - Gyanburu-hen                                                | 28 maggio 2021   |         |
| 22 | La sua ragazza?! 「カノジョ！？編」 - Kanojo!? Hen                                             | 4 giugno 2021    |         |
| 23 | Fai-da-te 「日曜大工編」 - Nichiyō daiku-hen                                                   | 11 giugno 2021   |         |
| 24 | Una montagna di documenti 「山積み書類編」 - Yamadzumi shorui-hen                              | 18 giugno 2021   |         |
| 25 | Le ragazze hanno molte preoccupazioni 「女の子は悩みが多い編」 - On'nanoko wa nayami ga ōi-hen | 25 giugno 2021   |         |
| 26 | Giochi di carte 2 「ギャンブル編その２」 - Gyanburu-hen sono 2                                 | 2 luglio 2021    |         |
| 27 | Animaletto 「ペット編」 - Petto-hen                                                            | 9 luglio 2021    |         |
| 28 | Antieroe? 「ダークヒーロー？編」 - Dāku Hīrō? Hen                                              | 19 luglio 2021   |         |
| 29 | Visita di ringraziamento 「お礼参り編」 - Oreimairi-hen                                        | 23 luglio 2021   |         |
| 30 | La bestia più veloce 「最速の獣編」 - Saisoku no kemono-hen                                    | 30 luglio 2021   |         |

## Home video

### Giappone
La prima stagione è stata pubblicata in DVD e Blu-ray dal 27 settembre 2019 al 27 marzo 2020.
| N° | Data  | Episodi           | Fonte  |
| -- | ----- | ----------------- | ------ |
| 1  | 1-2   | 27 settembre 2019 | [ 57 ] |
| 2  | 3-6   | 25 ottobre 2019   | [ 59 ] |
| 3  | 7-10  | 29 novembre 2019  | [ 60 ] |
| 4  | 11-14 | 27 dicembre 2019  | [ 61 ] |
| 5  | 15-17 | 31 gennaio 2020   | [ 62 ] |
| 6  | 18-20 | 28 febbraio 2020  | [ 63 ] |
| 7  | 21-24 | 27 marzo 2020     | [ 58 ] |

La seconda stagione è stata pubblicata in DVD e Blu-ray dal 30 settembre 2020 al 27 gennaio 2021.
| N°      | Data  | Episodi           | Fonte  |
| DVD     | DVD   | DVD               | DVD    |
| ------- | ----- | ----------------- | ------ |
| 1       | 1-3   | 30 settembre 2020 | [ 64 ] |
| 2       | 4-6   | 30 settembre 2020 | [ 68 ] |
| 3       | 7-9   | 28 ottobre 2020   | [ 69 ] |
| 4       | 10-12 | 28 ottobre 2020   | [ 70 ] |
| 5       | 13-15 | 23 dicembre 2020  | [ 71 ] |
| 6       | 16-18 | 23 dicembre 2020  | [ 72 ] |
| 7       | 19-21 | 27 gennaio 2021   | [ 73 ] |
| 8       | 22-24 | 27 gennaio 2021   | [ 66 ] |
| Blu-ray |       |                   |        |
| 1       | 1-6   | 30 settembre 2020 | [ 65 ] |
| 2       | 7-12  | 28 ottobre 2020   | [ 74 ] |
| 3       | 13-18 | 23 dicembre 2020  | [ 75 ] |
| 4       | 19-24 | 27 gennaio 2021   | [ 67 ] |

La terza stagione viene pubblicata in Blu-ray dall'8 agosto 2025.
| N° | Data | Episodi       | Fonte  |
| -- | ---- | ------------- | ------ |
| 1  | 1-12 | 8 agosto 2025 | [ 76 ] |

### Italia
La prima stagione è stata pubblicata in DVD e Blu-ray il 23 giugno 2022 edita da Eagle Pictures.
| N°      | Data           | Dischi | Episodi | Fonte  |
| DVD     | DVD            | DVD    | DVD     | DVD    |
| ------- | -------------- | ------ | ------- | ------ |
| 1       | 23 giugno 2022 | 4      | 1-24    | [ 77 ] |
| Blu-ray |                |        |         |        |
| 1       | 23 giugno 2022 | 3      | 1-24    | [ 78 ] |